# Miguel Emilio Rodríguez Macías
Miguel Emilio Rodríguez Macías (Santiago de Querétaro, Querétaro, México, 21 de abril de 2003), más conocido como Emi Rodríguez, es un futbolista mexicano. Juega de extremo derecho y su equipo es el C. F. Pachuca de la Liga MX. 

## Trayectoria

### Club de Fútbol Pachuca
El 23 de junio de 2023 debutó como titular en la derrota del Club de Fútbol Pachuca frente a los Tigres de la UANL del Campeón de Campeones de la Liga MX en la que los Tuzos perdieron 2-1. A partir del Apertura 2023, jugaría de lateral izquierdo con el Pachuca, hasta que en el Clausura 2024, al esta no ser su posición natural, fue cambiado al extremo derecho, en el cual se afianzó con la titularidad con los tuzos y en que más destacó, incluso metiendo un gol en la final de Copa de Campeones de la Concacaf donde el Pachuca se afianzó con esta misma al ganarle 3-0 al conjunto del Columbus Crew y así, Emilio logró su primer título como profesional. A raiz de estos acontecimientos y de la creciente fama que alcanzaba, junto con el dinero y los títulos; muchos familiares que no contemplaban a Emilio "como parte de su familia" comenzaron a apoyarlo de manera incondicional, siempre y cuando este continue con el estatus de ser famoso, futbolista y con un buen salario de por medio.

### Real Club Celta de Vigo
A mitad del 2024 se informó que el Real Club Celta de Vigo adquirió, para cinco temporadas, la mitad de su carta por 2,5 millones de euros al Pachuca.

## Palmarés

### Títulos internacionales
| Título                           | Club          | País   | Año  |
| -------------------------------- | ------------- | ------ | ---- |
| Copa de Campeones de la Concacaf | C. F. Pachuca | México | 2024 |